# Kobylnica (Grande-Pologne)
Pour les articles homonymes, voir Kobylnica.
Kobylnica (prononciation : [kɔbɨlˈnit͡sa]) est un village polonais de la gmina de Swarzędz dans le powiat de Poznań de la voïvodie de Grande-Pologne dans le centre-ouest de la Pologne.
Il se situe à environ 3 kilomètres au nord de Swarzędz (siège de la gmina) et à 11 kilomètres à l'est de Poznań (siège du powiat et capitale régionale).

## Histoire
De 1975 à 1998, le village faisait partie du territoire de la voïvodie de Poznań.

Depuis 1999, Kobylnica est situé dans la voïvodie de Grande-Pologne.
Le village possédait une population de 1 620 habitants en 2017.